# Треви, Глория
Глория Треви (исп. Gloria de los Ángeles Treviño Ruiz; род. 15 февраля 1968, Монтеррей) — мексиканская поп-певица и актриса.

## Биография
Глория Треви родилась в Монтеррее, Нуэво-Леон, Мексика, и уехала из Монтеррея в Мехико, чтобы продолжить свою музыкальную карьеру.

## Дискография
- ¿Qué Hago Aquí? (1989)
- Tu Ángel de la Guarda (1991)
- Me Siento Tan Sola (1992)
- Más Turbada Que Nunca (1994)
- Si Me Llevas Contigo (1995)
- Cómo Nace el Universo (2004)
- Una Rosa Blu (2007)
- Gloria (2011)
- De Película (2013)
- El Amor (2015)
- Versus (with Alejandra Guzmán) (2017)
- Diosa de la Noche (2019)
- Isla Divina (2022)
- Mi Soundtrack Vol. 1 (2023)
- Mi Soundtrack Vol. 2 (2023)
- Mi Soundtrack Vol. 3 (2024)